# Diepwaterdahlia
De diepwaterdahlia (Urticina eques) is een zeeanemonensoort uit de familie Actiniidae. De anemoon komt uit het geslacht Urticina. Urticina eques werd in 1858 voor het eerst wetenschappelijk beschreven door Gosse.

## Beschrijving
De diepwaterdahlia heeft een gladde, rode zuil met verticale rijen witte knobbeltjes. In tegenstelling tot andere soortgelijke soorten zijn de knobbeltjes niet klevend en trekken ze normaal gesproken geen grind en schelpfragmenten aan. Er zijn geen acontia met stekende netelcellen die door de lichaamswand uitsteken. De orale schijf is effen rood en de taps toelopende tentakels zijn rood en hebben geen dwarse strepen. Dit is een grote zeeanemonensoort met een diameter tot 10 cm en 15 cm lang.

## Verspreiding en habitat
De diepwaterdahlia wordt gevonden in zowel de Noord-Atlantische Oceaan, waaronder Noord-Europa en de hele kust van Noorwegen, als de Pacifische kust van Noord-Amerika. Het komt voor tussen laagwaterlijn tot een diepte van ongeveer 400 meter. Het wordt gevonden op rotsen en palen, in spleten en geulen en geniet de voorkeur aan open leefomgevingen met snel stromend water.